# Trisopterus minutus
Il cappellano o busbana (Trisopterus minutus), conosciuto anche come merluzzetto, è un pesce di mare della famiglia Gadidae.

## Distribuzione e habitat
Questa specie si rinviene nell'Oceano Atlantico tra la Norvegia centrale e l'Islanda e le acque del nord del Marocco, compreso il mar Mediterraneo occidentale, compresi tutti i mari italiani, dove è comune.

Vive in banchi su fondi fangosi tra i 25 ed i 300 metri di profondità.

## Descrizione
Con le sue tre pinne dorsali, le due pinne anali ed il piccolo barbiglio sul mento questa specie assomiglia molto al congenere merluzzetto bruno dal quale si riconosce agevolmente per avere le due pinne anali separate da uno spazio, per il corpo più slanciato e per l'occhio più grande. Anche la colorazione è diversa, questa specie non ha le bande verticali brune e la macchia all'ascella delle pettorali è di solito poco evidente ma è uniformemente bruno giallastro sul dorso ed argentato sui fianchi; talvolta può essere finemente macchiettato di scuro. Il ventre è bianco.

Le dimensioni sono modeste, non supera i 25 cm ed è di solito molto più piccolo.

## Alimentazione
Questa specie è bentofaga e cattura soprattutto crostacei, vermi marini ed avannotti di altri pesci.

## Riproduzione
Le uova non sono pelagiche. I giovanili spesso si radunano sotto l'ombrello delle meduse.

## Pesca
Si cattura, spesso in abbondanza, con le reti a strascico ed abbocca alle lenze ma la sua carne è poco apprezzata per la grande quantità di lische. Gli esemplari più piccoli finiscono spesso nella frittura di paranza, i più grandi nelle zuppe.